# Juan II (obispo de Jaén)
Juan II (Soria ¿? - ¿? abril de 1286) religioso castellano, obispo de Jaén durante unos meses.
Existen pocos datos de este obispo; tan solo aparece en la confirmación de un privilegio dado por Sancho IV, fechado el 20 de diciembre de 1285, en otro privilegio de mayo de 1286 la sede de Jaén aparece como sede vacía.